# Liogluta atriventris
Liogluta atriventris är en skalbaggsart som först beskrevs av Thomas Casey 1906.  Liogluta atriventris ingår i släktet Liogluta och familjen kortvingar. Inga underarter finns listade i Catalogue of Life.